# Tek Sing
Tek Sing («Истинная звезда») — трёхмачтовая океанская китайская джонка, затонувшая 6 февраля 1822 г. в Южно-Китайском море, на отмели Бельвидер. Длина судна составляла 50 метров, ширина 10 метров, вес около тысячи тонн, а высота самой высокой мачты 90 футов. Экипаж состоял из 200 человек. После кораблекрушения, в простонародье судно получило наименования «Титаник Востока»; «Китайский Титаник»; «Фарфоровый Титаник».

## Кораблекрушение
Отчалив из порта Сямэнь (Провинция Фуцзянь), Tek Sing направлялся в столицу Голландской Ост-Индии — Батавию (ныне Джакарта). На борту корабля находилось большое количество фарфора, товаров, а так же 1800 китайских эмигрантов. После месяца пути капитан корабля Ио Тауко решил попытаться срезать путь через пролив Гаспара между островами Бангка-Белитунг, где наткнулся на риф Бельвидер и сел на мель. Получив серьёзные повреждения, судно пошло на дно и затонуло на глубине около 100 футов. Когда случилась трагедия, кораблю оставалось пройти немногим более 300 км до Батавии.
18 человек были спасены маленьким китайским судном «Ван Кан», которое плыло в паре с Tek Sing, но смогло избежать попадания на рифы. На следующее утро британский корабль Indiana, идущий из Калькутты, оказался на месте затопления Tek Sing, но из-за ухудшающейся погоды смог взять на борт лишь 190 выживших. Остальные выжившие погибли непосредственно при кораблекрушении, кого-то унесло в открытое море, других выбросило на скалы острова Гаспар.
Масштабы трагедии были настолько огромными, что экипаж судна Indiana изначально принял обломки за песчаную отмель. А некоторое время после кораблекрушения изуродованные тела погибших продолжали находить в море и на пляжах близлежащих островов.

## Сравнение

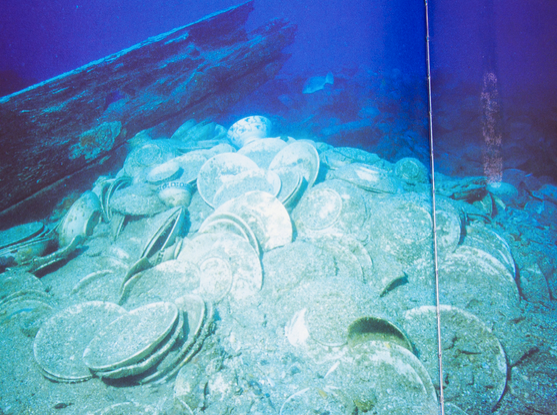
Затонувший груз Tek Sing

Больше жертв за собой повлекло лишь затопление сенегальского парома Le Joola — 1863 человека и филиппинского парома Doña Paz — 4300 человек. Даже крушение «Титаника» привело, к меньшему количеству жертв — 1490—1635, несмотря на то, что «Титаник» по своим размерам значительно превосходил Tek Sing. Причиной этому служит то, что пассажиры на Титанике располагались, разумеется, не огромным количеством на палубах, а селились в отдельных каютах.

## Судьба обломков
12 мая 1999 года британский охотник за сокровищами Майкл Хэтчер обнаружил обломки корабля Tek Sing в область Южно-Китайского моря к северу от Явы, к востоку от Суматры и к югу от Сингапура. Его команда подняла со дна около 350 000 фарфоровых изделий. Найденные рядом с обломками судна человеческие останки охотники трогать не стали, поскольку бо́льшая часть команды Хэтчера состояла из индонезийцев и китайцев, считавших, что любого, кто потревожит мёртвых, постигнет беда.
В ноябре 2000 года, после того, как груз был восстановлен, он был выставлен на аукцион в Штутгарте. Общая выручка от продажи находок составила $14,5 млн.